# Laguna temporal de Tres Arroyos
Laguna temporal de Tres Arroyos este o arie protejată (arie specială de conservare — SAC, sit de importanță comunitară — SCI) din Spania întinsă pe o suprafață de 7,77 ha, integral pe uscat.

## Localizare
Centrul sitului Laguna temporal de Tres Arroyos este situat la coordonatele 38°50′44″N 6°54′28″W / 38.845556°N 6.907778°V.

## Înființare
Situl Laguna temporal de Tres Arroyos a fost declarat sit de importanță comunitară în decembrie 2000 pentru a proteja 1 specie de plante. Situl a fost protejat și ca arie specială de conservare în mai 2015.

## Biodiversitate
Situată în ecoregiunea mediteraneană, aria protejată conține 3 habitate naturale: Dehesas cu Quercus spp. perene, Iazuri temporare mediteraneene, Pseudostepă cu ierburi și specii anuale de Thero-Brachypodietea.
La baza desemnării sitului se află o specie protejată de  plante: Marsilea batardae.
Pe lângă speciile protejate, pe teritoriul sitului au mai fost identificate 3 specii de păsări, 6 specii de amfibieni, 1 specie de mamifere, 2 specii de reptile.